# Wilhelm Wagner (Jurist)
Wilhelm Wagner (* 13. Juni 1801 in Balingen; † 29. September 1883 in Stuttgart) war ein deutscher Jurist und Politiker.

## Leben
Als Sohn eines Stadt- und Amtsphysikus geboren, studierte Wagner nach dem Besuch des Gymnasiums Rechtswissenschaften in Tübingen. Während seines Studiums wurde er 1820 Mitglied des Burschenvereins bzw. der Burschenschaft Germania Tübingen, deren Vorstand er angehörte. 1824 wurde er deswegen als Demagoge auf dem Hohenasperg inhaftiert. Er war Mitglied des Jünglingsbundes, weshalb er 1825 zu zwei Jahren Festungshaft verurteilt wurde, von der er ein Jahr absitzen musste. Nach Erlass seiner Reststrafe erhielt er alle bürgerlichen Rechte zurück und wurde Rechtskonsulent in Nagold und später in Stuttgart. 1831 wurde er in Nagold in den vergeblichen Landtag gewählt, jedoch von der Legitimationskommission aufgrund seiner Vergangenheit nicht als Abgeordneter zugelassen. Bei der angesetzten Neuwahl unterlag er dem Gegenkandidaten.
Von 1830 bis 1842 arbeitete Wagner in München als Bevollmächtigter und Generalagent des Württembergischen Kreditvereins. Er war als Korrespondent für den Schwäbischen Merkur tätig. Später war Wagner als Advokat in Stuttgart tätig und wurde dort Direktor und Vorstand des Württembergischen Kreditvereins. Er war Justitiar der Vaterländischen Feuerversicherungsgesellschaft. Die Württembergischen Landstände wählten ihn am 7. Januar 1871 lebenslang als Ständiges Mitglied in den Württembergischen Staatsgerichtshof.
Er war der Schwiegervater von Hermann Rudolf Tafel.